# Fontana dell'Acqua Paola

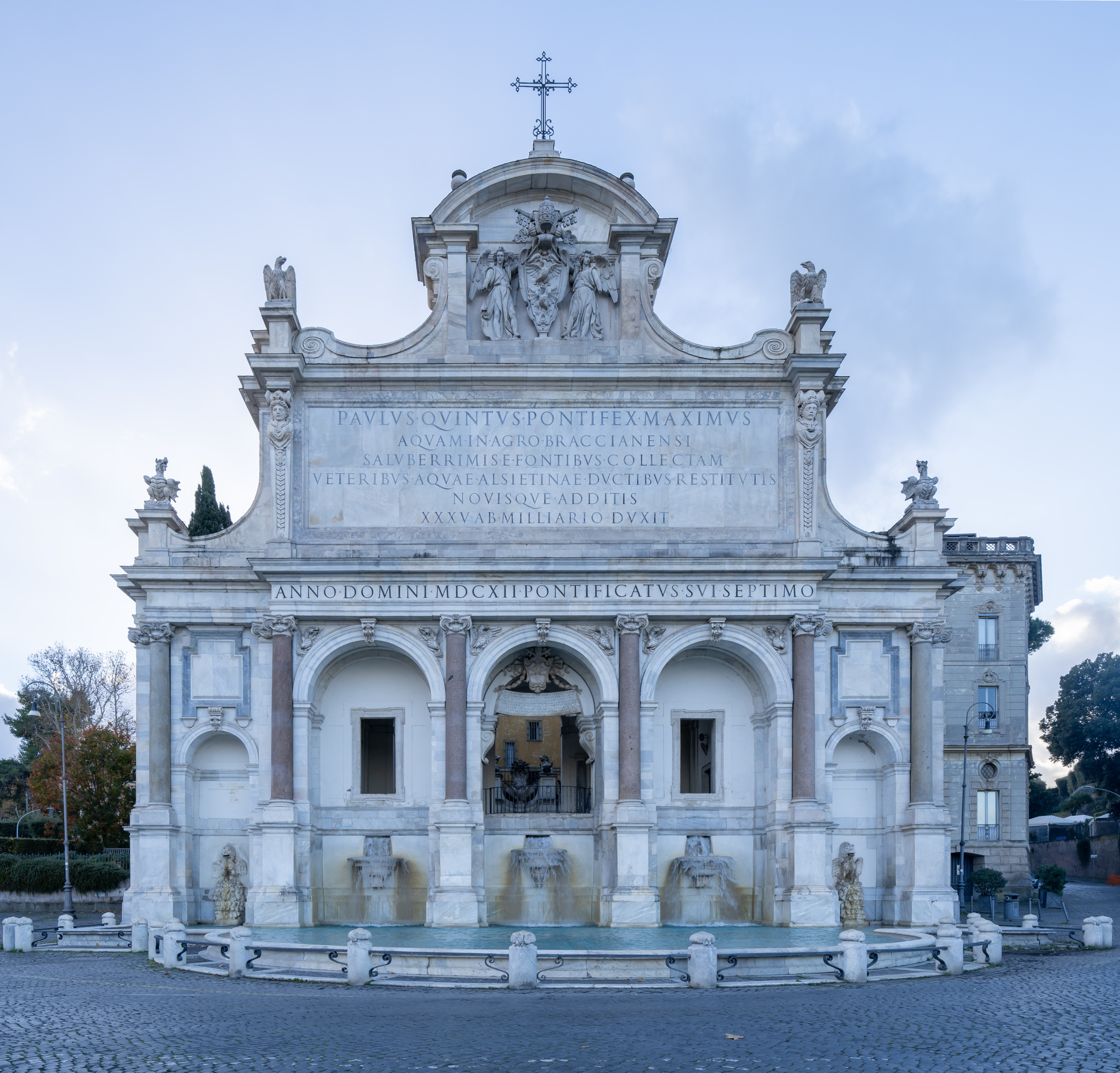
Vista da fonte.

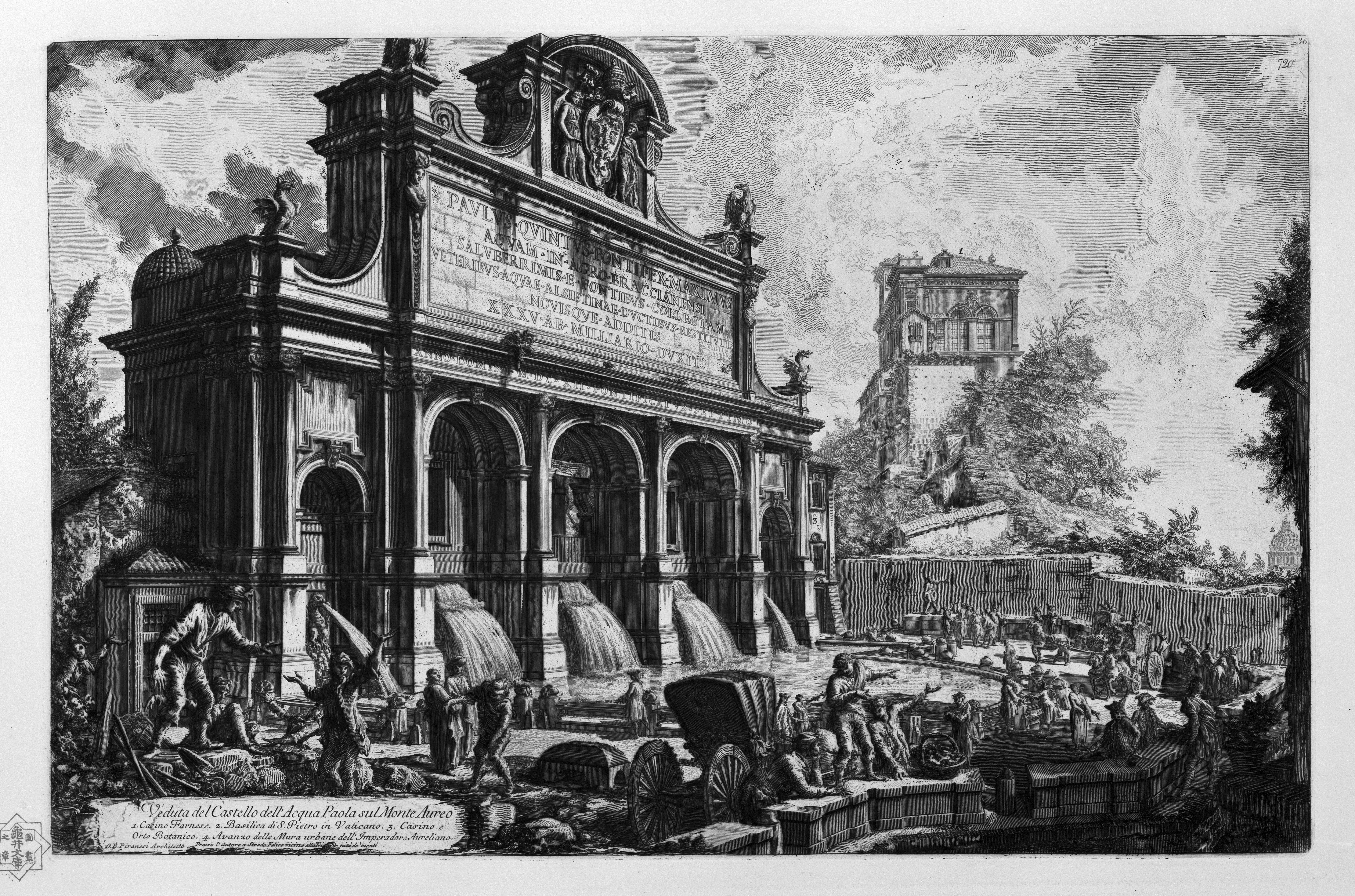
Gravura de Piranesi (século XVIII).

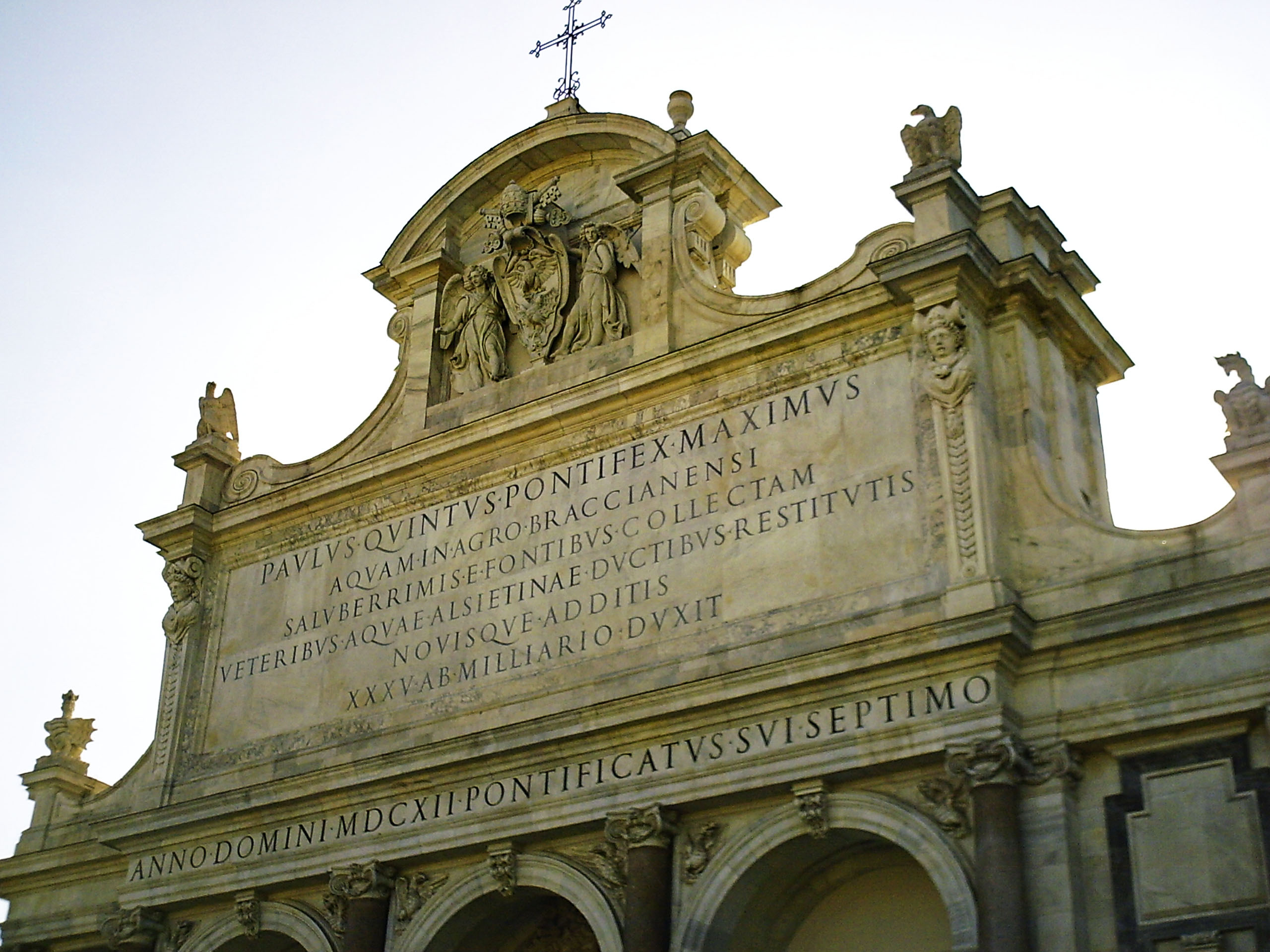
Topo da fonte no alto da fonte, com a inscrição dedicatória e os símbolos papais, a tiara e as "chaves do céu".

Fontana dell'Acqua Paola ou Fonte da Água Paula, conhecida também como Il Fontanone ("A Grande Fonte"), é uma fonte monumental localizada no monte Janículo, perto da igreja San Pietro in Montorio, no Rione XIII - Trastevere de Roma, Itália. Foi construída em 1612 para marcar o final do aqueduto Água Paula, restaurado pelo papa Paulo V e de quem recebeu o nome. Foi a primeira grande fonte na margem esquerda do Tibre.

## História
A Fontana dell'Acqua Paola foi inspirada pela popularidade da Fontana dell'Acqua Felice, construída entre 1585 e 1588 pelo papa Sisto V. Paulo V decidiu reconstruir e estender o arruinado aqueduto Água Trajana, construído pelo imperador romano Trajano (r. 98–117) para criar uma fonte de água potável para os residentes do Janículo, que eram até então forçados a obter água de fontes salobras ou diretamente do Tibre, distante e poluído. Ele levantou fundos para seu projeto em parte taxando o vinho, o que gerou protestos, o que lhe permitiu comprar os direitos sobre a água de uma fonte perto do lago Bracciano, não muito distante de Roma.
A fonte foi projetada por Giovanni Fontana, cujo irmão trabalhou na Fontana dell'Acqua Felice, e Flamínio Ponzio. Eles utilizaram mármore branco retirado do Templo de Minerva que ficava no Fórum de Nerva, que foi demolido para este fim, e construíram uma enorme porta de entrada com cinco arcos para receber a água do aqueduto. No alto da fonte estão a tiara e as "chaves do céu" papais, logo acima do brasão da família Borghese (uma águia e um dragão) suportado por anjos. A inscrição elogia poeticamente o papa Paulo por trazer água para os moradores da região.
Ao contrário da Fontana dell'Acqua Felice, que contava com uma grande quantidade de estátuas sobre temas bíblicos, o tema da Fontana dell'Acqua Paola era a própria água. Cinco fontes despejam-na abundantemente através dos arcos em cinco tanques de mármore. Em 1690, Carlo Fontana projetou uma piscina semicircular para receber a água que se derrama dos tanques de mármore. Postes, também de mármore, foram dispostos para impedir que as pessoas dessem de beber aos seus animais no local, mas a piscina era tentadora demais para os residentes, que frequentemente se banhavam na água, o que só acabou com uma lei de 1707 proibindo banhos e a lavagem de alimentos na fonte.
O formato da fonte serviu de inspiração para a Fontana di Trevi.